# Cruz Diablo
Cruz Diablo, im englischen Sprachraum auch bekannt als The Devil’s Cross, ist ein mexikanischer Abenteuerfilm von Fernando de Fuentes aus dem Jahr 1934.

## Handlung
In Neuspanien des 16. Jahrhunderts treibt ein maskierter Schwertkämpfer, der nur als Cruz Diablo (dt.: „Teufelskreuz“) bekannt ist, sein Unwesen und terrorisiert wie einst Robin Hood die Reichen und Mächtigen. Jeden seiner Raubzüge signiert er mit einem eingeritzten Kreuz auf der Stirn seiner Opfer.
Als es dem zwielichtigen Diego de la Barrera gelingt, sich als Graf de Luna auszugeben, und befiehlt, dass seine vermeintliche Tochter Marcela den ältlichen Marqués de la Florida heiratet, greift Cruz Diablo in das Geschehen ein. Denn hinter der Maske des Gesetzlosen steckt Nostromus, der echte Graf de Luna und der eigentliche Vater von Marcela.

## Hintergrund
Der Film wurde größtenteils in Tijuana, Mexiko, nahe der US-amerikanischen Grenze gedreht. Angeblich wirkte die 16-jährige Rita Hayworth als Statistin im Film mit, als sie noch mit ihrem Vater Eduardo Cansino in den Nachtclubs von Tijuana als „The Dancing Cansinos“ auftrat. Ihre Mitwirkung im Film ist jedoch nicht bestätigt und lässt sich nicht mehr nachweisen, da der Film inzwischen als verschollen gilt. Seinerzeit wurde ihm nur eine begrenzte Veröffentlichung in den Vereinigten Staaten durch Columbia Pictures gewährt.

## Kritiken
Die New York Times bezeichnete Cruz Diablo seinerzeit als „einen der besten Filme, die jemals den Rio Grande überquert haben“. Erzählt werde „ein reizvolles Stück“ von Neuspaniens Geschichte. Der Film sei durchweg „voller Action und Rätsel“ und „mit aufwändigen und malerischen Kulissen ausgestattet“. Auch die Darsteller könnten allesamt überzeugen. Die „Atmosphäre vergangener Zeiten“ werde zusätzlich durch die Verwendung des in der Zeit von Cervantes gesprochenen Spanisch heraufbeschworen.